# Riva (Istanbul)

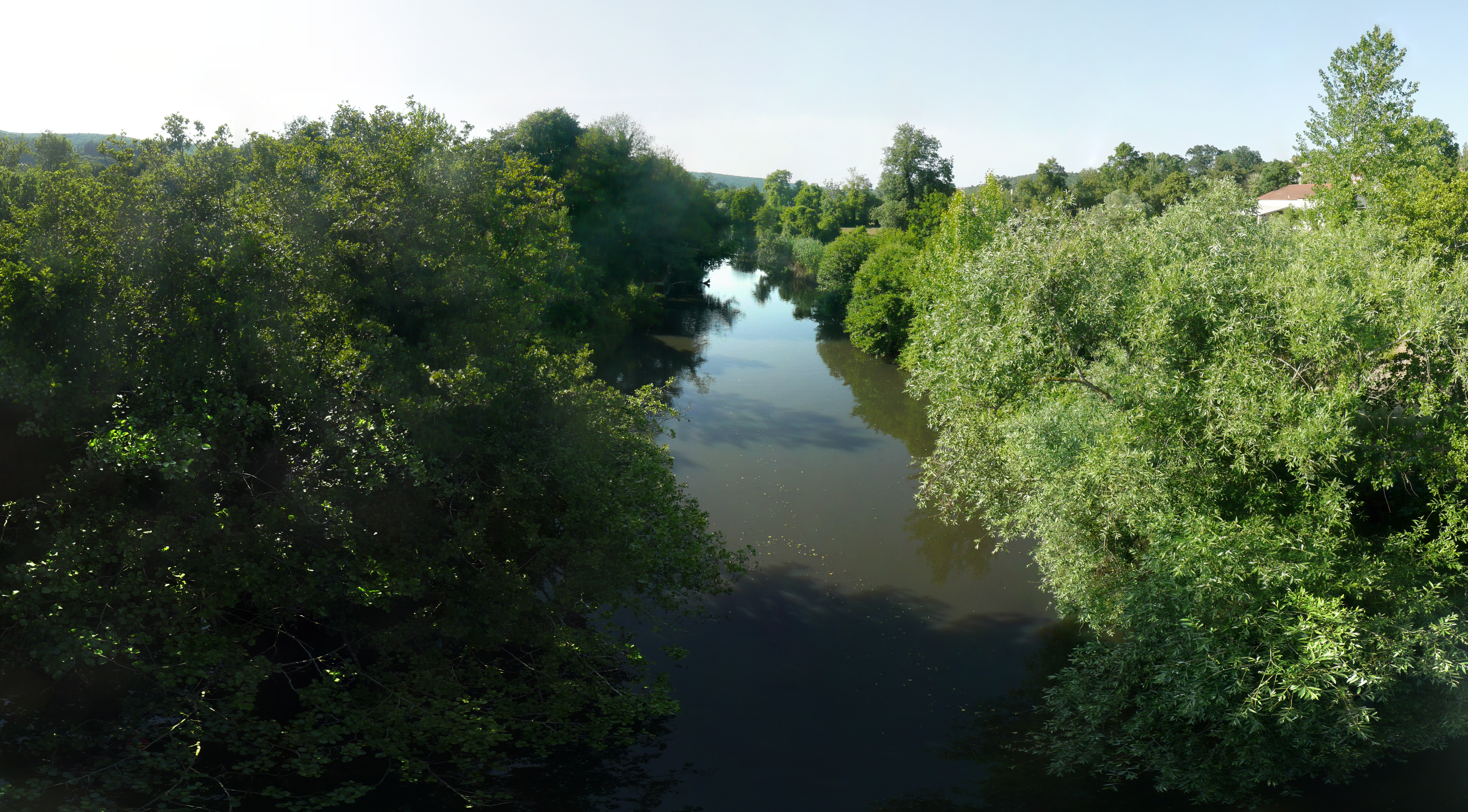
Der Riva-Fluss

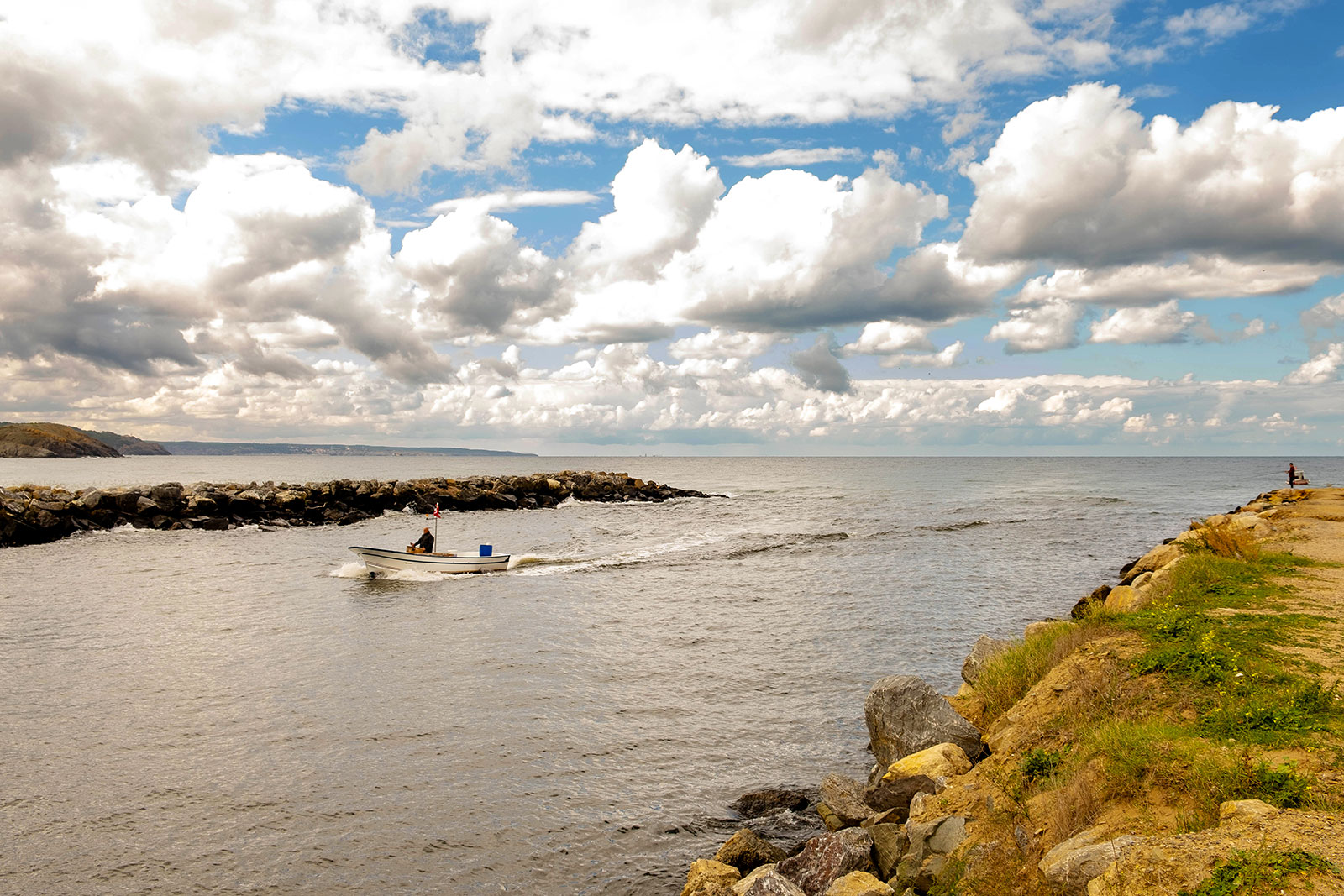
Mündung des Rivas bei Riva in das Schwarze Meer.

Riva (türk. Çayağzı) ist der etwa 3 km lange, auf der asiatischen Seite von Istanbul am Schwarzen Meer gelegene Sandstrand, der in der Gemarkung des Stadtteils Beykoz liegt. Erreichbar ist Riva über die Straße von Beykoz oder mit dem Boot. Riva ist neben Kilyos ein bekannter Badeort der Istanbuler. Der Badeort liegt etwa 28 km nordöstlich vom Taksim-Platz.
Busse und Dolmuş verkehren regelmäßig von Beykoz aus zur Riva. Die Fahrtzeit beträgt etwa 40 Minuten. Mit 4 türkischen Lira je Person, umgerechnet etwa 2 Euro, ist der Zugang zum Strand gebührenpflichtig. In Riva gibt es daneben eine Festungsruine, Campingplätze sowie Fußballschulen. Der Großteil des Grundstücks ist im Besitz des türkischen Fußballvereins Galatasaray Istanbul. Inländische Touristen mieten sich meist über die ganze Saison ein Apartment oder Häuschen. Ausländische Touristen dagegen mieten Gästezimmer in nahegelegenen Pensionen. 

## Riva (Fluss)
Der Riva-Fluss (türk. Riva Deresi) ist einer der größten Flüsse in Istanbul. Er fließt in das Schwarze Meer. In den letzten Jahren wurde er hauptsächlich wegen seines hohen Verschmutzungsgrades in der Presse bekannt. In Riva lebten früher eine Kolonie von Griechen, welche in den Zeiten der Jungtürken aufgelöst wurde.